# Catania Beach Soccer 2017
Questa voce raccoglie le informazioni riguardanti il Catania Beach Soccer nelle competizioni ufficiali della stagione 2017.

## Rosa
| N° | Nome                    | Ruolo | Data di nascita  | Nazionalità sportiva |
| -- | ----------------------- | ----- | ---------------- | -------------------- |
| 1  | Stefano Spada           | P     | 2 agosto 1983    | Italia               |
| 2  | Rui Coimbra             | D     | 14 aprile 1986   | Brasile              |
| 4  | Francesco Bassi De Masi | Ala   | 10 gennaio 1990  | Italia               |
| 5  | Alfio Chiavaro          | D     | 2 giugno 1983    | Italia               |
| 6  | Agatino Chiavaro        | D     | 7 novembre 1980  | Italia               |
| 7  | Pietro Palazzolo        | Ala   | 1º ottobre 1980  | Italia               |
| 8  | Francesco Corosiniti    | J     | 6 luglio 1984    | Italia               |
| 9  | Emanuele Zurlo          | A     | 27 febbraio 1988 | Italia               |
| 10 | Noel Ott                | Ala   | 15 gennaio 1994  | Svizzera             |
| 11 | Paolo Palmacci          | A     | 17 maggio 1984   | Italia               |
| 19 | Dejan Stankovic         | A     | 25 agosto 1985   | Svizzera             |
| 20 | Fred                    | Ala   | 11 febbraio 1989 | Brasile              |
| 22 | Sebastiano Paterniti    | P     | 18 ottobre 1989  | Italia               |
| 24 | Bruno Xavier            | J     | 15 agosto 1984   | Brasile              |

## Risultati
| Castellammare del Golfo 30 giugno 2017, ore 21:00 CEST 1ª giornata | Atletico Licata                          | 0 – 13 referto | Catania | Fratelli Beretta Beach Arena\| Arbitri: \| Sannino (Napoli) Ditto (Reggio Calabria) \| |
| Arbitri:                                                           | Sannino (Napoli) Ditto (Reggio Calabria) |                |         |                                                                                        |

| Castellammare del Golfo 1 luglio 2017, ore 16:30 CEST 2ª giornata | Catania                                            | 8 – 1 referto | Napoli | Fratelli Beretta Beach Arena\| Arbitri: \| Sicurella (Agrigento) De Prisco (Nocera Inferiore) \| |
| Arbitri:                                                          | Sicurella (Agrigento) De Prisco (Nocera Inferiore) |               |        |                                                                                                  |

| Castellammare del Golfo 2 luglio 2017, ore 16:30 CEST 3ª giornata | Sicilia                                 | 0 – 12 referto | Catania | Fratelli Beretta Beach Arena\| Arbitri: \| Pancrazi (Ragusa) Sicurella (Agrigento) \| |
| Arbitri:                                                          | Pancrazi (Ragusa) Sicurella (Agrigento) |                |         |                                                                                       |

4^ g. CATANIA BS – LAMEZIA T. 7-4
5^ g. CATANIA BS riposo
6^ g.  CATANIA BS – BARLETTA 12-3
7^ g.  CATANIA BS – ECOSISTEM 11-2
8^ g.  CATANIA BS – CANALICCHIO 8-4
9^ g. CATANIA BS – TERRACINA 8-2